# VV Elinkwijk in het seizoen 1955/56
Het seizoen 1955/1956 was het tweede jaar in het bestaan van de Utrechtse betaaldvoetbalclub Elinkwijk. De club kwam uit in de Hoofdklasse B en eindigde daarin op de eerste plaats, samen met de nummer twee uit de Hoofdklasse B en de nummer één en twee uit de Hoofdklasse A werd gestreden om het landskampioenschap voetbal. Hierin eindigde de club op de derde plaats. Voor het volgende seizoen promoveerde de club naar de Eredivisie.

## Wedstrijdstatistieken

### Hoofdklasse B
|       | Alkmaar '54 | BVV   | D.F.C. | EDO   | Emma  | Feijenoord | De Graafschap | GVAV  | MVV   | PSV   | Rapid JC | SHS   | Sittardia | Sportclub Enschede | SVV   | De Volewijckers | Willem II |
| ----- | ----------- | ----- | ------ | ----- | ----- | ---------- | ------------- | ----- | ----- | ----- | -------- | ----- | --------- | ------------------ | ----- | --------------- | --------- |
| Thuis | 2 – 1       | 1 – 1 | 3 – 1  | 3 – 1 | 6 – 0 | 0 – 0      | 4 – 1         | 1 – 1 | 4 – 0 | 2 – 0 | 3 – 0    | 2 – 0 | 6 – 1     | 3 – 0              | 2 – 1 | 5 – 1           | 3 – 1     |
| Uit   | 2 – 0       | 1 – 2 | 1 – 2  | 0 – 0 | 1 – 5 | 4 – 0      | 1 – 1         | 2 – 0 | 0 – 3 | 1 – 3 | 4 – 1    | 2 – 1 | 2 – 3     | 1 – 1              | 4 – 2 | 0 – 4           | 0 – 1     |

### Kampioenscompetitie
| Wedstrijd 1                                                                                               | Elinkwijk                                                          | 2 – 3 (2 – 3) | NAC                                                    |
| 20 juni 1956 Plaats: Utrecht Amsterdamsestraatweg Toeschouwers: 13.500 Scheidsrechter: Karel van der Meer | Jan Klein 30' Eef Westers 41'                                      |               | 7', 10' Leo Canjels 17' Jan van Hoogenhuizen           |
| Wedstrijd 2                                                                                               | Sparta                                                             | 0 – 0         | Elinkwijk                                              |
| 23 juni 1956 Plaats: Rotterdam Het Kasteel Toeschouwers: 17.000 Scheidsrechter: Henk Veldhuizen           |                                                                    |               |                                                        |
| Wedstrijd 3                                                                                               | Rapid JC                                                           | 3 – 1 (1 – 1) | Elinkwijk                                              |
| 27 juni 1956 Plaats: Kerkrade Kaalheide Toeschouwers: 22.000 Scheidsrechter: Andries van Leeuwen          | Huub Janssen 7' Hub Bisschops 72' Johan Adang 82'                  |               | 8' Evert-Jan Vonk                                      |
| Wedstrijd 4                                                                                               | Elinkwijk                                                          | 2 – 0 (2 – 0) | Rapid JC                                               |
| 30 juni 1956 Plaats: Utrecht Amsterdamsestraatweg Toeschouwers: 12.000 Scheidsrechter: Leo Horn           | Jan Klein 16' Evert-Jan Vonk 40'                                   |               |                                                        |
| Wedstrijd 5                                                                                               | NAC                                                                | 5 – 2 (1 – 0) | Elinkwijk                                              |
| 4 juli 1956 Plaats: Breda Beatrixstraat Toeschouwers: 14.000 Scheidsrechter: Bertus Ausum                 | Louis Overbeeke 25', 85' Leo Canjels 65' (pen.)                    |               | 55' Wim de Jongh 72' Bertus van Beek                   |
| Wedstrijd 6                                                                                               | Elinkwijk                                                          | 5 – 3 (0 – 1) | Sparta                                                 |
| 8 juli 1956 Plaats: Utrecht Amsterdamsestraatweg Toeschouwers: 6.000                                      | Jan Klein 54' Wim de Jongh 56', 75', 78' Evert-Jan Vonk 85' (pen.) |               | 22' Ad Verhoeven 70' Wim van der Gijp 72' Joop Daniëls |

## Statistieken Elinkwijk 1955/1956

### Eindstand Elinkwijk in de Nederlandse Hoofdklasse B 1955 / 1956
| Stand | Gespeeld | Gewonnen | Gelijk | Verloren | Punten | Doelpunten voor | Doelpunten tegen |
| ----- | -------- | -------- | ------ | -------- | ------ | --------------- | ---------------- |
| 1e    | 34       | 22       | 6      | 6        | 50     | 79              | 36               |

### Eindstand Elinkwijk in de kampioenscompetitie
| Stand | Gespeeld | Gewonnen | Gelijk | Verloren | Punten | Doelpunten voor | Doelpunten tegen |
| ----- | -------- | -------- | ------ | -------- | ------ | --------------- | ---------------- |
| 3e    | 6        | 2        | 1      | 3        | 5      | 12              | 14               |

### Topscorers
| #              | Naam                   | Goal |
| -------------- | ---------------------- | ---- |
| 1.             | Wim de Jongh           | 30   |
| 2.             | Evert-Jan Vonk         | 18   |
| 3.             | Jan Huntink            | 12   |
| 4.             | Eef Westers            | 8    |
| 5.             | Bertus van Beek        | 4    |
| 5.             | Jan Klein              | 4    |
| 7.             | Jan van Capelle        | 1    |
| 7.             | Reinier Kreijermaat    | 1    |
| Eigen doelpunt |                        |      |
| –              | Bart van Engelen (BVV) | 1    |
| Totaal         | Totaal                 | 79   |

| #      | Naam            | Goal |
| ------ | --------------- | ---- |
| 1.     | Wim de Jongh    | 4    |
| 2.     | Jan Klein       | 3    |
| 2.     | Evert-Jan Vonk  | 3    |
| 4.     | Bertus van Beek | 1    |
| 4.     | Eef Westers     | 1    |
| Totaal | Totaal          | 12   |